# أحداث الشغب ضد اليهود في طرابلس 1945
كانت أعمال الشغب المعادية لليهود في طرابلس عام 1945 أكثر أعمال الشغب عنفًا ضد اليهود في شمال أفريقيا في العصر الحديث. في الفترة من 5 نوفمبر إلى 7 نوفمبر 1945، قُتل أكثر من 140 يهوديًا وجُرح كثيرون في مذبحة في طرابلس التي يسيطر عليها الجيش البريطاني. قُتل 38 يهوديًا في طرابلس حيث انتشرت أعمال الشغب، و40 في عمروس و34 في زنزور، و7 في تاجوراء، و13 في الزاوية، و3 في قصابات.
تعرضت الإدارة العسكرية البريطانية لانتقادات شديدة لأنها تصرفت ببطء شديد لوقف أعمال الشغب. وأشار الميجر جنرال دنكان كومينغ، كبير موظفي الشؤون المدنية البريطانيين، إلى أن القومية العربية قد أثارتها تقارير حول مقترحات مجلس وزراء الخارجية «لإعادة البلاد إلى الوصاية الإيطالية أو إلى دولة أخرى ذات مخططات استعمارية مشتبه بها»، وأنه «يبدو أن التقارير عن الوضع في فلسطين والاضطرابات المعادية لليهود في مصر أثارت أخيرًا الإثارة المكبوتة في اتجاه اليهود العزل فعلًا بدلًا من الإيطاليين. لعب الشغب والتعصب دورًا مهمًا في الاضطرابات بجانب ميل عام للنهب». تسلط التقارير البريطانية الرسمية الضوء على عوامل الخلفية المسؤولة عن التوتر العام في ذلك الوقت، مثل الصعوبات الاقتصادية والمستقبل السياسي غير المستقر في طرابلس. كان من المتوقع أن تصبح المقاطعة البريطانية المجاورة إمارة برقة مستقلة، في حين تضمنت المقترحات المعاصرة لما بعد الحرب في طرابلس عودة الحكم الإيطالي ووصاية تحت الاتحاد السوفيتي.
نتيجة لرد الفعل البريطاني البطيء، فإن الاعتقاد السائد بين اليهود الليبيين هو أن البريطانيين حرضوا على أعمال الشغب من أجل إظهار أن الليبيين لا يستطيعون حكم أنفسهم، أو كنوع من التحذير للصهاينة الليبيين فيما يتعلق باستمرار التمرد اليهودي في فلسطين. ومع ذلك، اعتقد الدبلوماسيون الأمريكيون أن البريطانيين فوجئوا دون علم و«كانوا صادقين في رغبتهم بكبح تفشي الحادث على الفور». يعتقد مراقب وزارة الخارجية جون إي أوتير «أن اللوم على المشاكل الأولية يقع على كلا الجانبين - اليهود الذين المستعدون لسلوك استفزازي من قبل الدعاية الصهيونية، والعرب الذين أثارتهم أعمال الشغب المعادية لليهود في القاهرة».
ومع الاضطهاد السابق لليهود من قبل دول المحور في ليبيا خلال الحرب العالمية الثانية، أصبحت أعمال الشغب في طرابلس نقطة تحول في تاريخ اليهود الليبيين، وأصبحت عاملاً محوريًا في هجرة الأعوام 1949 و1951 التي نظمتها الوكالة اليهودية.

## الخلفية
في أواخر الثلاثينيات، بدأ النظام الفاشي الإيطالي في ليبيا الإيطالية في تمرير قوانين معادية للسامية. ونتيجةً لهذه القوانين، تم طرد اليهود من الوظائف الحكومية، وتم فصل بعضهم من المدارس الحكومية، وختمت أوراق جنسيتهم بعبارة «العرق اليهودي».

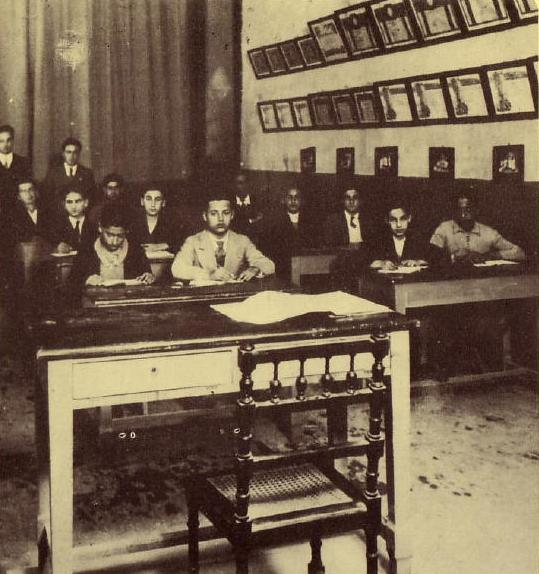
الفصل الدراسي في بنغازي عام 1940

ومع هذا القمع، الذي عارضه جزئيًا الحاكم إيتالو بالبو في عام 1941، كان حوالي 25% من سكان طرابلس لا يزالون يهودًا وتم الحفاظ على 44 كنيسًا في المدينة.
ولكن في فبراير 1942، احتلت القوات الألمانية التي تقاتل الحلفاء في شمال إفريقيا الحي اليهودي في بنغازي، ونهبت المحلات التجارية ورحلت أكثر من 2000 يهودي عبر الصحراء. لقد مات أكثر من خمس هذه المجموعة التي أرسلت إلى معسكرات العمل.
ومع التحرر من النفوذ الإيطالي الفاشي والألماني النازي في عام 1943، ظل يهود شمال إفريقيا يعانون من العديد من الهجمات. قام القوميون العرب باستثمار جهود دعائية فعالة، وفي 2 نوفمبر 1945، ذكرى وعد بلفور، ضربت موجة واسعة من أعمال الشغب المعادية لليهود مدن حلب (سوريا)، والقاهرة (مصر) والأكثر شدة كانت في طرابلس (ليبيا).

## المذبحة
وقعت بعض أسوأ أعمال العنف المعادية لليهود في أعقاب تحرير شمال إفريقيا من قبل قوات الحلفاء. وفي الفترة من 5 نوفمبر إلى 7 نوفمبر 1945، قُتل أكثر من 140 يهوديًا (بينهم 36 طفلًا) وأصيب المئات في مذبحة وقعت في طرابلس. نهب المشاغبون جميع المعابد في المدينة تقريبًا ودمروا خمسة منها، إلى جانب مئات المنازل والشركات. وفي أعقاب ذلك، أصبح حوالي 4000 يهودي بلا مأوى، وصار 2400 فقراء. تم تدمير خمسة معابد في طرابلس وأربعة في البلدات الإقليمية، ونهب أكثر من 1000 مسكن يهودي ومباني تجارية في طرابلس وحدها.
كما هو الحال في الحالة العراقية، بدأت مجزرة طرابلس سلسلةً من الأحداث التي من شأنها أن تحبط معنويات الجالية اليهودية الليبية في وقت قصير نسبيًا. تسبب الحدث في بداية النزوح اليهودي الليبي. وهكذا، بدأ اليهود بمغادرة ليبيا قبل ثلاث سنوات من قيام إسرائيل وقبل سبع سنوات من نيل ليبيا الاستقلال.

## العواقب
تفاقم وضع اليهود الليبيين مع اندلاع الحرب العربية الإسرائيلية عام 1948. وفي يونيو 1948، قَتل مثيري الشغب ضد اليهود في ليبيا 12 يهوديًا آخرين ودمروا 280 منزلًا يهوديًا. لكن هذه المرة، كانت الجالية اليهودية الليبية قد استعدت للدفاع عن نفسها. قاتلت وحدات الدفاع عن النفس اليهودية ضد مثيري الشغب، مما منع وقوع العشرات من القتلى.
أدى انعدام الأمن الناجم عن هذه الهجمات المعادية لليهود، فضلًا عن تأسيس دولة إسرائيل، إلى هجرة العديد من اليهود. ومن عام 1948 إلى عام 1951، وخاصةً بعد أن أصبحت الهجرة قانونية في عام 1949، انتقل 30,972 يهوديًا إلى إسرائيل.
وخلال العقد ونصف العقد التالي، تم وضع اليهود المتبقين في ليبيا تحت قيود عديدة، بما في ذلك القوانين التي تحكم قدرتهم على التنقل (بشكل عام خارج البلاد)، ووضعهم القانوني وبطاقات الهوية وقضايا الملكية؛ تم التمييز ضد اليهود في ليبيا وقمعهم من خلال قوانين منظمة. اندلع المزيد من العنف بعد حرب الأيام الستة، مما أسفر عن مقتل 18 يهوديًا وإصابة عدد أكبر بكثير. بعد ذلك، تم إجلاء الجالية اليهودية المتبقية في ليبيا، التي بلغ عددها حوالي 7000 شخص، بالكامل تقريبًا إلى إيطاليا، تاركين ممتلكاتهم ومنازلهم. سُمح لآخر يهودية في ليبيا، وهي امرأة مسنة، بالمغادرة إلى إيطاليا في عام 2003، بعد محاولات عديدة قام بها ابنها البالغ.

## روابط خارجية
- Harvey E. Goldberg، "Rites and Riots: The Tripolitanian Pogrom of 1945،" Plural Socities 8 (Spring 1977): 35-56
- Goldberg، Harvey E. (1990)، "The Anti-Jewish Riots of 1945: A Cultural Analysis"، Jewish Life in Muslim Libya: Rivals and Relatives، University of Chicago Press، ISBN:978-0-226-30092-4
- Bills، Scott (1995)، The Libyan Arena: The United States, Britain, and the Council of Foreign Ministers, 1945–1948، Kent State University Press، ISBN:978-0-87338-511-4